# One Man Band (film)
One Man Band è un cortometraggio del 2005, diretto da Andrew Jimenez e Mark Andrews.
Il corto, allegato alla versione cinematografica e a quelle in DVD e VHS del film Cars - Motori ruggenti, presenta la vicenda di due uomini orchestra che si contendono a colpi di musica l'offerta di una bambina.
La prima visione mondiale è avvenuta al 29° Annecy Animation Festival, ad Annecy, ed ha vinto il Platinum Grand Prize al Future Film Festival di Bologna.

## Trama
Nella piazza di un piccolo paese medioevale la giornata è quasi conclusa e Bass, un uomo orchestra, sta suonando, nella speranza di essere notato da un qualsiasi passante, disposto a dargli qualche moneta in cambio della sua musica. Tippy, una piccola bambina, gli passa accanto, con l'intenzione di buttare la moneta d'oro che ha in mano nell'alta fontana della piazza per esprimere un desiderio. Bass, vedendola, attira la sua attenzione suonando la tromba e i tamburi. La bimba, sorridendo, avvicina la moneta al recipiente ai piedi del suonatore.
Improvvisamente dall'altro capo della piazza compare Treble, un fine suonatore di violino, che inizia ad esibirsi, e Tippy si dirige verso di lui. I due allora, iniziano uno scontro musicale. Sempre più caotica e assordante, la musica spaventa la bambina, che lascia cadere la moneta nello sbocco verso le fogne.
Senza versare una lacrima, chiede di riavere la sua moneta. I due non hanno un soldo e Tippy domanda il violino a Treble. La bimba accorda lo strumento ed inizia ad esibirsi. Subito, un passante le dona una saccoccia piena di monete d'oro. La ragazza ne pesca un paio e le mostra agli uomini orchestra, offrendogliele.
I due si avvicinano, ma Tippy lancia le monete sulla cima della fontana. La notte dopo, Bass e Treble cercano invano di raggiungere le monete, cadendo prima di arrivarci.

## Riconoscimenti
- Nomination all'Oscar per il Miglior cortometraggio d'animazione
- Platinum Grand Prize al Future Film Festival di Bologna